# Viphya Mountains
Die Viphya Mountains sind ein 209 km langer als Hochland ausgeprägter hügeliger Höhenzug im Norden von Malawi. Das Viphya Plateau, auf dem sich auch der Viphya Forest befindet, ist Bestandteil dieser Landschaft.

## Geografie
Der Gebirgszug erstreckt sich in den Northern Region vom Tal des Dwambasi River aus in nordnordöstlicher Richtung bis hin zum Tal des South Rukuru am Fuße des Nyika-Plateaus. Die Höhenlagen zwischen 1500 und 1800 m werden im nördlichen Drittel des Hochlandes nur durch einen 24 km breiten und 1200 m hohen Sattel unterbrochen, auf dem sich die drittgrößte Stadt von Malawi, Mzuzu befindet. Der höchste Berg des Höhenzugs, der Mount Uzumara (1943 m, ⊙), befindet sich im nördlichen Teil der Viphya Mountains, wogegen der südliche Teil mit dem Mount Champhila (1820 m, ⊙) abgeschlossen wird. Westlich werden die Viphya Mountains von einem Teil der nördlich verlaufenden Falte der Malawi Rift begrenzt, wogegen der östliche Teil schroff zerklüftet zum Malawisee ausläuft.

## Natur
Das hügelige Hochland besteht mehrheitlich aus einer Graslandschaft, die mit kleinen Flächen von Primärwäldern durchsetzt ist. Eine Ausnahme stellt hier die zweitgrößte Hochebene von Malawi, das 90 km lange und bis zu 20 km breite Viphya Plateau dar. Auf dem Plateau wurde der größte je von Menschenhand geschaffene Wald angepflanzt, der Viphya Forest. Artfremde Kiefern bestimmen hier vornehmlich das Bild, aber auch Eukalyptusbäume sind Teil der künstlichen Anpflanzung. Ursprünglich wurde 1964 der Wald zur Zellstoff-Erzeugung angepflanzt. Wirtschaftliche Schwierigkeiten verhinderten allerdings das Projekt.
Der Grad der als endemisch anzusehenden Pflanzen ist in der für die Gegend typischen Graslandschaft höher als in den bestehenden Waldgebieten. Ungefähr 6000 Pflanzenarten sind in Malawi dokumentiert, wobei die genau Zahl nicht bekannt ist und man von einer weit größeren Artenvielfalt ausgehen kann. Wie viele unterschiedliche Pflanzenarten in den Viphya Mountains vorkommen ist ebenfalls nicht bekannt.
1958, und damit schon recht früh, wurden 156.000 ha des Waldes der Viphya Berglandschaft unter Schutz gestellt. Doch hat der Mangel an Durchsetzung des Schutzes Teile der Landschaft bereits geschädigt.

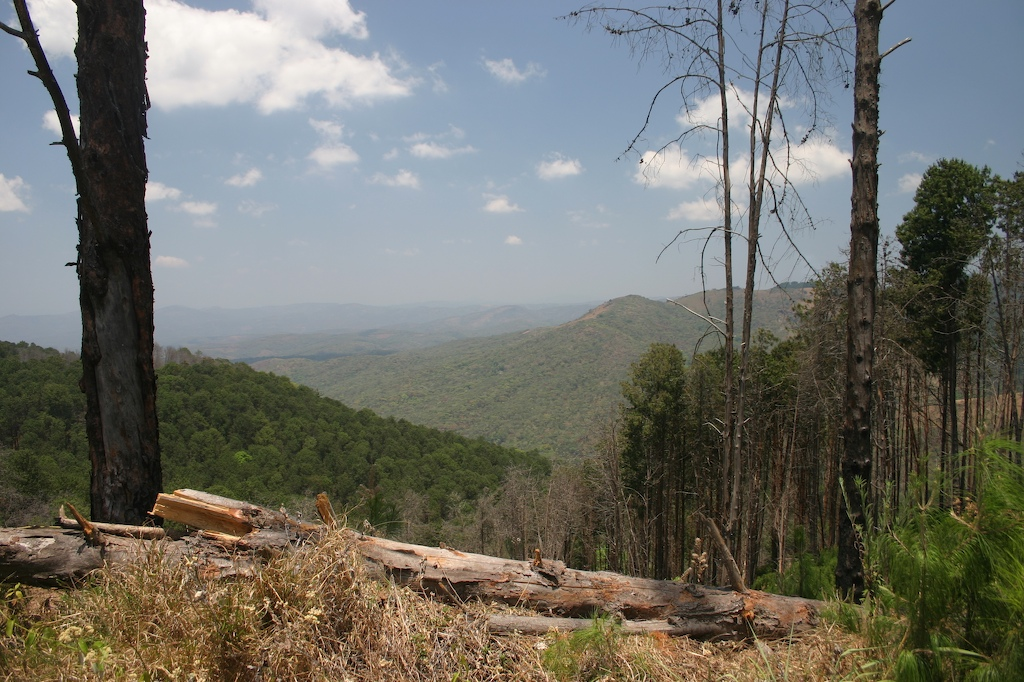
Kiefernwald in den Viphya Mountains
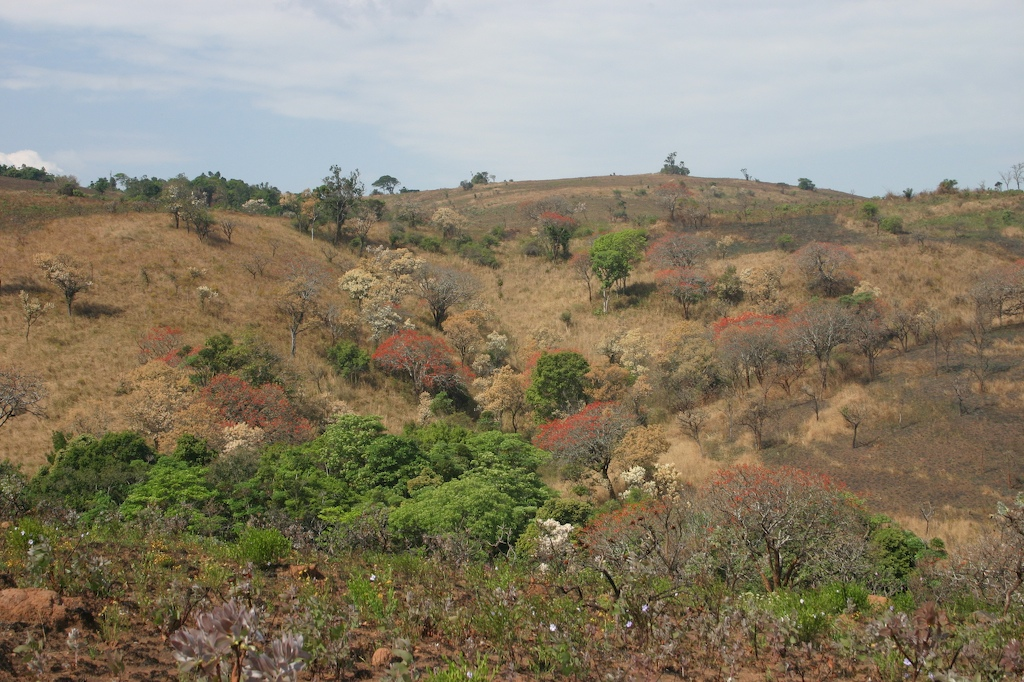
Natürlicher Wald im Viphya Hochland

## Wirtschaftliche Nutzung
Durch die künstliche Anlage der Kiefernwaldplantage auf der Viphya Hochebene, hat sich in den Jahren eine bescheidene Holzwirtschaft entwickelt. Ein Sägewerk in Chikangawa produzierte 2004 beispielsweise 13.000 m³ Schnittholz und 15.000 m³ Holz für Täfelungen. Außerdem wird in der Gegend Holzkohle hergestellt. Von der Regierung ist geplant Abfallholz als Biomasse zur Stromgewinnung einzusetzen. Hierzu wurden bereits 53.000 ha Kiefernwald zur Bewirtschaftung freigegeben. Doch unkontrollierte Abholzungen, Rodungen um das Holz des Waldes als einfaches Brennholz zu verwendet, Abholzungen zur Landkultivierungen und eine Vielzahl von Waldbränden, haben dem Waldbestand bereits extreme Schäden zugefügt.
In allen Bereichen des Hochlandes werden Cassava (Maniok) und bis zu 24 verschiedene Sorten von Irish Potatos, wie die Kartoffel in Malawi genannt wird, angebaut. Im südlichen Teil des Hochlandes gibt es vermehrt Mais- und Tabakanbau, wogegen nördlich von Mzuzu in den Bergen Kaffee angebaut wird und die östlichen Hänge zum Malawisee als Teeplantagen genutzt werden. Teile der nördlichen Viphya Mountains hingegen dienen dem Militär als Übungsgelände.